# Charlene du Preez
Charlene du Preez (* 4. Dezember 1987 in Sasolburg) ist eine ehemalige südafrikanische Radrennfahrerin.

## Sportliche Laufbahn
2012 begann Charlene du Preez zunächst mit Straßenradsport. 2017 errang sie bei den Afrikameisterschaften Bronze im Straßenrennen. Im selben Jahr wurde sie zweifache südafrikanische Meisterin auf der Bahn.
Ebenfalls 2017 zog du Preez mit ihrem Ehemann nach London, um für Trainingszwecke dort an Straßenrennen teilzunehmen sowie an UCI-Bahnrennen in Europa. Sie trainiert dort auf der Radrennbahn Herne Hill und arbeitet Teilzeit in einem Fahrradgeschäft. 2018 startete sie bei den Commonwealth Games. In der Einerverfolgung belegte sie Platz 18, mit dem südafrikanischen Vierer Platz sechs in der Mannschaftsverfolgung, und sie errang zwei weitere nationale Titel.
Nach den Commonwealth Games beschloss du Preez, sich künftig auf Kurzzeitdisziplinen auf der Bahn zu konzentrieren, um sich für die Teilnahme an den Olympischen Spielen in Tokio zu qualifizieren. Bei den afrikanischen Bahnmeisterschaften 2019 gewann sie Gold im Sprint, im Keirin und im 500-Meter-Zeitfahren. Bei den kontinentalen Bahnmeisterschaften im Jahr darauf gewann sie vier Goldmedaillen, afrikanischen Bahnmeisterschaften 2021 drei. Im selben Jahre startete sie bei den Olympischen Spielen in Tokio und belegte im Sprint Platz 22 und im Keirin Platz 27. Im Anschluss beendete sie ihre sportliche Laufbahn.

## Erfolge

### Bahn
2017
- Südafrikanische Meisterin – Einerverfolgung, Teamsprint (mit Bernette Beyers)

2018
- Südafrikanische Meisterin – Keirin, Sprint

2019
- Afrikameisterin – Sprint, Keirin, 500-Meter-Zeitfahren
- Südafrikanische Meisterin – 500-Meter-Zeitfahren

2020
- Afrikameisterin – Sprint, Keirin, 500-Meter-Zeitfahren, Teamsprint (mit Claudia Gnudi)

2021
- Afrikameisterin – Sprint, Keirin, 500-Meter-Zeitfahren

### Straße
2017
- Afrikameisterschaft – Straßenrennen